# Ludolph Christian Treviranus
Ludolph Christian Treviranus (născut la 18 septembrie 1779 la Bremen și mort la 6 mai 1864 la Bonn) este un naturalist german.

## Viața
Născut la 18 septembrie 1779, Ludolph Christian Treviranus este fiul lui Joachim Johann Treviranus. Fratele său este naturalistul Gottfried Reinhold Treviranus (1776-1837). El obține doctoratul în medicină la universitatea din Jena în anul 1801. Devine cel de-al treilea profesor de medicină la Lyceum-ul de la Bremen, în 1807. Devine profesor de istorie naturală la Rostock în 1812, profesor de botanică și director al grădinii botanice din Breslau în 1816, în sfârșit profesor la Bonn.

## Sfârșitul vieții
Ludolph Christian Treviranus a decedat la Bonn, la data de 6 mai 1864.

## Opera
Este autorul mai multor lucrări, printre care:
- Physiologie der Gewächse (deux volumes, 1835-1838).
- Die Anwendung des Holzschnittes zur Biolichen Darstellung von Pflanzen (1855).

Ludolph Christian Treviranus este autorul unor lucrări asupra fiziologiei vegetale și descoperă spațiul intracelular. Descrie, de asemenea, rolul agenților chimici în dezvoltarea plantelor.